# 变形 (游戏)
《变形》是埃德·凯与戴维·卡纳加设计和制作的2013年探险步行模拟器电子游戏，支持Microsoft Windows、OS X、Linux、PlayStation 3和PlayStation Vita平台。玩家在游戏程序化生成的环境穿梭但没有既定目标，游戏世界的动植物散发独特音乐特征，这些特征相互结合，促使游戏音频根据玩家周边环境动态变化。
游戏2008年开始开发，凯的初步构想类似《上古卷轴IV：湮没》，是开放式结局的角色扮演游戏，但因工作量太大改按“非传统非暴力”项目重新设计。音效设计师兼作曲家戴维·卡纳加2010年加入开发，PlayStation 3家用游戏机与PlayStation Vita掌上游戏机版本由曲线公司开发，开发组还应索尼要求为PlayStation Vita版增加新游戏功能。
《变形》获2011年IndieCade最佳音效奖，另有2012年独立游戏节新品奖提名。游戏获评论界好评，并以音频功能最受青睐，但也有文章批评游戏过于简单，重玩价值有限。许多评论以本作为例探讨电子游戏是否属于艺术形式，还有评论质疑《变形》到底算不算电子游戏。

## 游戏玩法

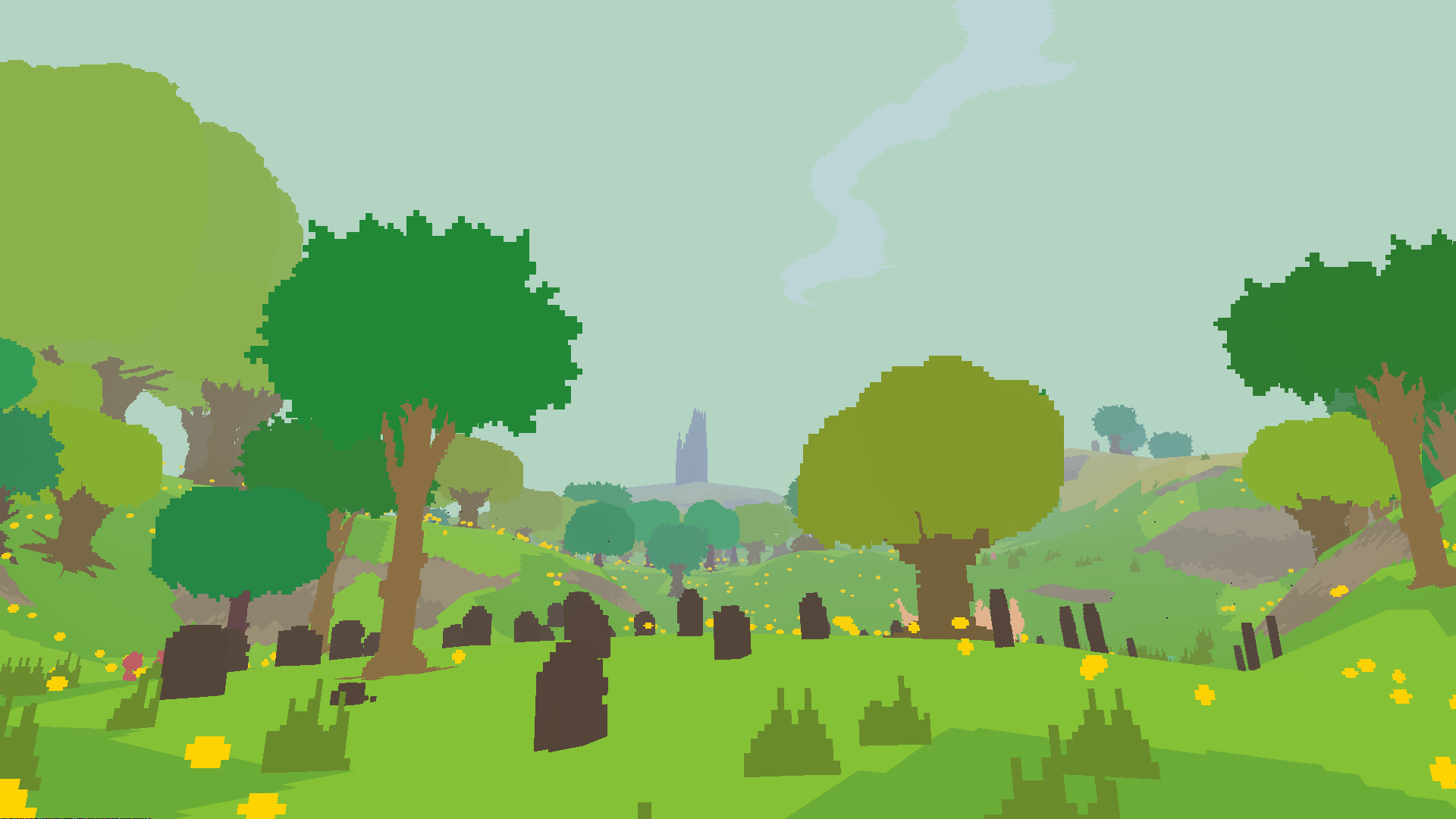
玩家经过上图这类纪念区时会听到不同音效

玩家启动《变形》后以第一人称视角探索像素画风格岛屿，上有山丘、树木、建筑，还有青蛙、兔子等动物，每次启动游戏这些元素都不一样。游戏的重点是探索而非互动，其中没有情节，也没有向玩家提供任何指示。可能发生互动的情况都很少，比如玩家靠近时动物可能逃开。游戏背景音效根据动作和位置不断变化，站在山顶时可能寂静无声，下山时声音可能变得非常密集。玩家靠近动物及其他物体时，背景音效还会叠加其他声音和音符。岛上许多物体是用二维精灵图渲染，与三维风景对比显著。
玩家开始游戏后先要漂洋过海抵达岛屿，然后在岛上自由活动。这里起初是春季，玩家可以夜间到指定区域调整时间进入其他季节并继续探索，游戏最后随冬季结束完结。岛上风景随季节变化，例如树木会在秋天落叶。玩家可以用“保存明信片”功能截图，该功能还可用于存档。
除基本游戏元素外，PlayStation Vita版玩家还能用后置触摸屏直接影响岛屿环境，并根据当前日期和在真实世界的位置生成岛屿。

## 开发

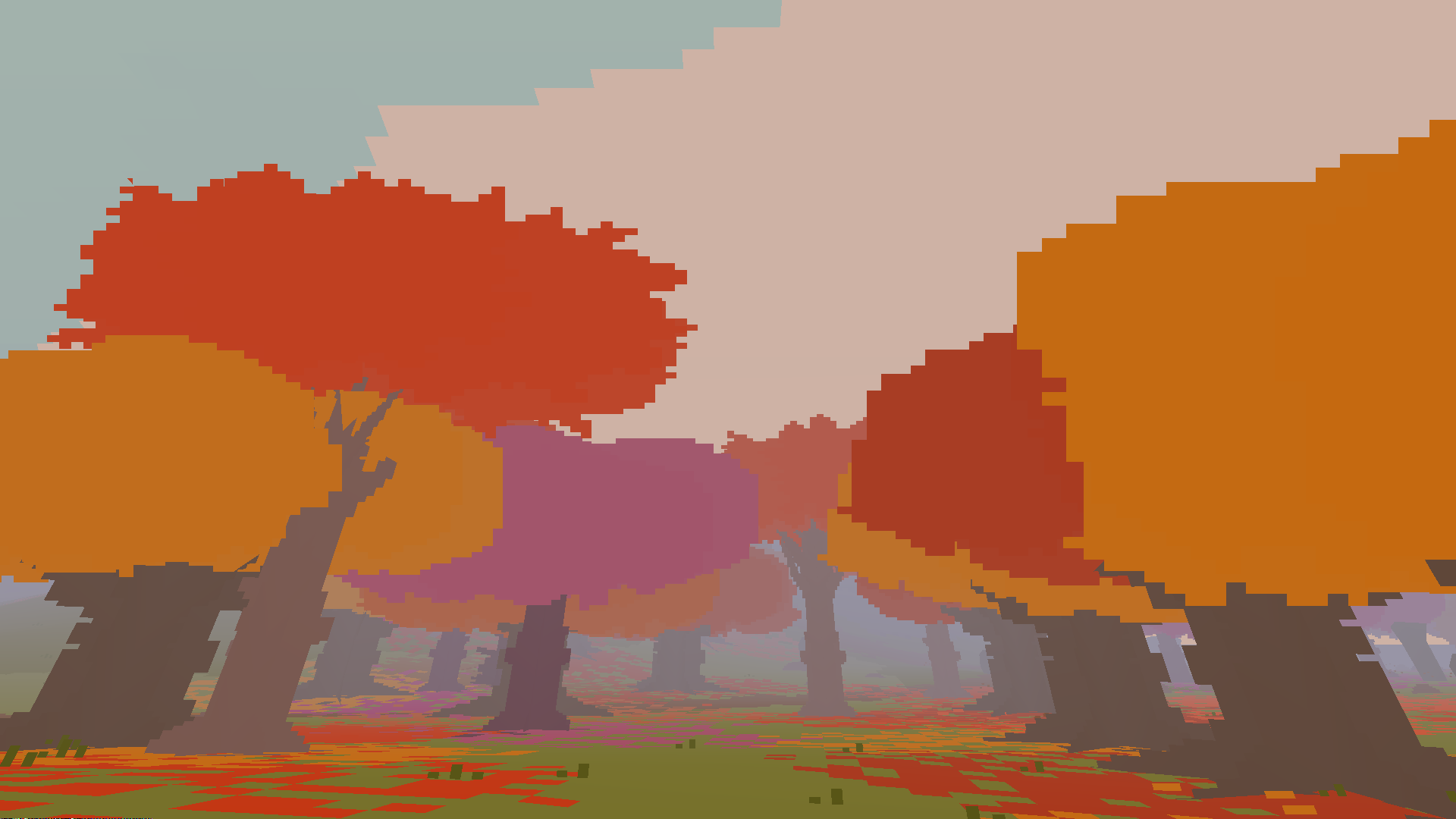
岛上景观随季节变化，如秋季橙色或棕色的树叶

英国游戏设计师埃德·凯2008年开始在夜间和周末设计《变形》，但2010年戴维·卡纳加参加开发时游戏形式都没敲定。凯的初步设想类似《上古卷轴IV：湮没》，属程序化角色扮演游戏，玩家探索城镇并完成任务。但这样的游戏设计工作量极大，开发人员决定改按“非传统非暴力”项目重来。游戏开发的第一项技术是景观生成器，源自凯在英格兰威爾特郡埃夫伯里乡间行走时产生的灵感。确定开发探险游戏后，凯为尝试各种游戏理念反复变更《变形》的发展方向。
凯用C#编程语言编写的游戏引擎开发《变形》。他在开发早期就确认游戏视觉风格，很早就确定采用印象派风格树木；装饰风艺术和保罗·纳什的作品对游戏影响很大。卡纳加以音频作曲的身份加入后，开发组测试各种构想完善游戏的音乐和音效机制，一度让玩家可以在游戏中自创音乐，但凯和卡纳加觉得这会分散玩家注意力，把注重探索的游戏变成创意工具，最后取消自定义音乐和音效功能。游戏开发期间和发行后，开发组都曾表示有意让玩家创建遊戲模組，游戏社区后来也的确有这类模组诞生。
2013年1月30日，《变形》发布Windows和OS X平台版，同年4月8日发布Linux版。2012年开始预订时还提供“神器版”，盒装游戏副本还提供图画、音频，以及游戏开发笔记。但神器版2013年底还没发货，凯亲自向玩家道歉并承诺向提出的玩家退款。2016年7月，神器版终于开售。
曲线公司在游戏发布前后主动联系开发商，提议把《变形》移植到PlayStation 3和PlayStation Vita平台，这两个版本均采用该司自有的游戏引擎。索尼要求增加游戏功能，但凯表示，索尼始终没有要求为这些功能变更开发方向，他为游戏加入以玩家地点和日期为基础的世界生成器，玩家能用PlayStation Vita的后置触摸屏改变游戏世界色彩。他还称，游戏未来可能推出新版本，增加根据玩家地点和日期生成世界的功能。2013年10月29日，PlayStation 3和PlayStation Vita版发布。

## 反响

### 发行前
游戏正式发行前就在许多独立游戏节提供测试版，引起电子游戏媒体关注。《变形》获2011年IndieCade奖最佳音效奖，另有2012年游戏城市奖提名，但最后获奖的是《风之旅人》。《变形》获2012年独立游戏节新品奖提名，该奖旨在鼓励抽象和非常规游戏开发；游戏还因音效表现获谢默斯·麦克纳利大奖特别表彰。《变形》获2012年“A MAZE.”独立游戏节最神奇独立游戏奖，同年收入現代藝術博物館“常识”展区。
吉姆·罗西格诺尔在《Rock, Paper, Shotgun》发文探讨2011年的探险游戏时称赞《变形》魅力十足，在他接触过的独自游戏中名列前茅。IGN的文章认为游戏令人沉醉，独特且耐人寻味，以致作者都连玩好多遍。PC Gamer也对《变形》青眼有加，特别认可游戏持续变化的音乐和音效，以及根据玩家一举一动反应的变化形式。

### 发行后
《变形》发行后同样普受好评，Windows版在Metacritic和GameRankings统计的好评度分别达八成和七成七。Shacknews网站开展的民调结果把《变形》排在2013年最佳游戏第七名，称赞游戏没有任何复杂的情节和解释，令人身心放松。
评论员赞扬游戏的动态音效，对游戏体验颇为满意。帕特里克·汉考克在Destructoid网站发文，认为本作“最大的成就”便是动态音效和音乐，自称探索过所有物体来弄清游戏在音频上到底有多大建树。IGN网站称“只是到处走走就有（声音）充满周围，这种感觉意外迷人”，正是这种探索每种动物和物体声音的过程令人无比享受。PC Gamer网站同样高度评价游戏密集的音频编排。《Edge》杂志对游戏音频整体满意，只是感染力尚嫌不足，特别是在大部分季节音乐缺乏鼓点伴奏的情况下。
评论员对游戏多样化和重玩價值方面评价不一。IGN认为《变形》值得重玩，每次通关都能带给玩家更深层的感受。GameSpot感觉每次生成的岛屿虽说内容不尽相同，但进入游戏后期时依然颇为相似，所以不像前期好玩。PC Gamer也有类似看法，觉得游戏快结束时玩家已经没什么可以探索，进而感觉无聊，末期岛上动物很少更令情况加重。
PlayStation 3与PlayStation Vita版同样普受好评。Pocket Gamer称赞游戏音频和PlayStation Vita版的PlayStation獎盃等额外功能，令玩家乐意重玩。文章指出游戏在性能表现上尚有不足，特别是在移动摄像机时。《地铁报》发文赞扬游戏“迷人的互动体验”，特别是互动产生的音乐。《PlayStation官方杂志》声称《变形》PlayStation 3版“简单但效果极佳”，称赞游戏非常独特而神奇。
玩家和新闻工作者对《变形》是否算电子游戏看法不一，反方主要论点在于游戏缺乏目的或目标。《变形》开发人员和部分媒体声称本作属于“反游戏”引发争议。伊恩·波格斯特指出，本作有意避免朝传统方向设计，在他看来，《变形》无疑是游戏，只不过不是为玩家而游戏，而是让玩家感受岛屿的游戏。IGN认为，本作有行为（岛上行走）也有目标（探索、感受四季），所以是游戏。《Edge》杂志主张，游戏包含日夜交替、天气变化，还有玩家触发的季度变化，这都令《变形》符合游戏的各项标准。埃德·凯指出，《变形》包含基本游戏机制，玩家可以自行选择是否触发，而且触发后不一定会有反应。但他主张不要严格定义什么是游戏，否则只会助长保守和防备心理。